# Isak Doera
Isak Doera (* 29. September 1931 in Jopu; † 19. Mai 2012 in Jakarta) war römisch-katholischer Bischof von Sintang.

## Leben
Isak Doera empfing am 18. Januar 1959 die Priesterweihe.
Papst Paul VI. ernannte ihn am 9. Dezember 1976 zum Bischof von Sintang. Der Erzbischof von Semarang und Militärvikar von Indonesien, Justinus Kardinal Darmojuwono, spendete ihm am 19. Mai des nächsten Jahres die Bischofsweihe; Mitkonsekratoren waren Hieronymus Herculanus Bumbun OFMCap, Erzbischof von Pontianak, und Vitalis Djebarus SVD, Bischof von Ruteng.
Am 1. Januar 1996 nahm Johannes Paul II. sein Rücktrittsgesuch an.

## Schriften
- Lourdes. Obor 2008, ISBN 9789795654698 (indonesisch)